# إيفر بانيغا
ايفير ماكسميليانو ديفيد بانيغا (بالإسبانية: Éver Banega)‏ (مواليد 29 يونيو 1988 في روساريو - الأرجنتين) لاعب كرة قدم أرجنتيني منذ سبتمبر 2020 حتى يناير 2024 في نادي العاصمة الشباب السعودي. ويلعب في صفوف المنتخب الأرجنتيني مُنذ عام 2008.

## مسيرته

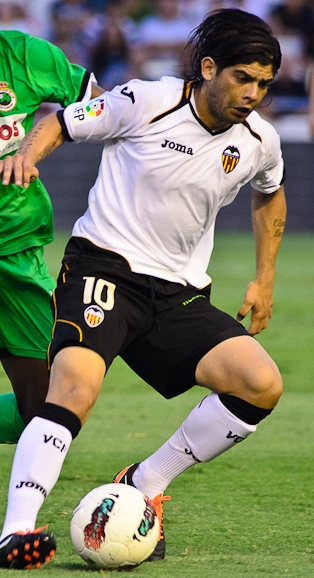
ايفير ماكسميليانو ديفيد بانيغا

وُلد النجم الأرجنتيني في روزاريو مقاطعة سانتا في الأرجنتين. انضم حين بلغ الثامنة عشر إلى نادي بوكا جونيورز الصف الأول وأثبت نفسه بسرعة كبيرة في منتصف الملعب، وبعد رحيل زميله غاغو إلى ريال مدريد عام 2007 أخذ مكانه كأساسي على الرغم من صغر سنه. في العام 2008 انتقل بانيغا إلى اللعب في إسبانيا لنادي فالنسيا في صفقة ضخمة بلغت 18 مليون يورو. أول مباراة شارك فيها بانيغا كانت ضد اتلتيكو مدريد وشارك في الشوط الثاني حينها. وبعد انتهاء موسمه الأول في فالنسيا تم إعارته لنادي أتلتيكو مدريد وقدم موسمًا رائعًا رفقة النادي العاصمي. وعقب انتهاء مدة الإعارة كان قريبًا جدًا من الانتقال إلى مانشستر يونايتد الإنكليزي ولكنه عاد إلى بيته القديم في نادي فالنسيا عودة قوية ابهرت الكثيرين مما دفع ناديي برشلونة وليفربول لتقديم عروضهما ولكن جميع العروض قوبلت بالرفض، ليستلم قميص أسطورة الخفافيش الأرجنتيني بابلو أيمار، قبل أن يستلم موسم 2011 - 2012 القميص رقم 10 تقديرًا لجهوده.

### نادي الشباب
لعب في نادي الشباب السعودي لمدة 3 مواسم.

## روابط خارجية
- إيفر بانيغا على موقع الاتحاد الدولي (مؤرشف)  (الإنجليزية)
- إيفر بانيغا على موقع الاتحاد الأوربي (الإنجليزية)
- إيفر بانيغا على موقع قاعدة بيانات كرة القدم.إي يو (الإنجليزية)
- إيفر بانيغا على موقع ليكيب (الفرنسية)
- إيفر بانيغا على موقع ناشيونال فوتبول تيمز (الإنجليزية)
- إيفر بانيغا على موقع Soccerbase.com (لاعب) (الإنجليزية)
- إيفر بانيغا على موقع Soccerway.com (الإنجليزية)
- إيفر بانيغا على موقع عالم كرة القدم.نت (الإنجليزية)
- إيفر بانيغا على موقع أوليمبيديا (الإنجليزية)
- إيفر بانيغا على موقع AS.com (الإسبانية)